# Maria Pădurariu
Maria Pădurariu (n. 5 octombrie 1970, Negrești, România) este o canotoare română de talie mondială, laureată cu argint la Barcelona 1992.
La Campionate Mondiale a obținut medalia de bronz în 1991 la 8+1.